# Andvaranaut
Dans la mythologie nordique, Andvarinaut (qui signifie Destin d'Andvar) est un anneau magique ayant jadis appartenu à Andvari. L'anneau avait le pouvoir d'engendrer de l'or et assurait ainsi la fortune de son propriétaire.

## Présentation
Selon la Völsunga saga, Odin, Hœnir et Loki, s'adonnant à une partie de pêche près de Midgard, prirent un saumon et une loutre qu'ils écorchèrent pour sa peau. Quittant la rivière, ils arrivèrent près la demeure de Hreiðmarr, le roi des nains. Hreiðmarr leur offrit le gîte et le couvert. En signe de remerciement, les Ases offrirent la peau de loutre à Hreiðmarr. Ce dernier rentra dans une colère noire. La loutre écorchée était en fait Ótr, le fils de Hreiðmarr, sous la forme dont il aimait à se transformer. De rage, Hreiðmarr enchaîna les dieux et s'apprêta à les mettre à mort. Odin prit alors la parole, fit valoir sa bonne foi arguant que personne ne connaissait l'identité de la loutre au moment des faits, et convainquit Hreiðmarr que ce tragique accident pouvait se régler par une indemnité bien mesurée. Le magicien fixa ses conditions : « Remplissez d'or la peau de mon fils ; ensuite, couvrez-là d'or ; quand ce sera fait, je vous accorderai la vie sauve. »
Sur le conseil d'Odin, Loki alla trouver Andvari et lui vola son or, il arracha aussi l'anneau Andvaranaut de la main d'Andvari. Pour se venger, Andvari maudit l'anneau de telle façon qu'il apporte destruction à celui qui le possède. Loki offrit le trésor et Andvaranaut à Hreiðmarr en guise de dédommagement pour la mort de son fils. La malédiction ne tarda pas à faire surface. Une nuit, Hreiðmarr fut égorgé par son fils, Fáfnir, qui s'empara de l'anneau. Sigurd tua Fáfnir et offrit l'anneau à Brynhild, qui se suicida lorsque Sigurd périt.

## Adaptations
Andvaranaut est un des éléments centraux de l'opéra L'Anneau du Nibelung de Richard Wagner. Certains considèrent que Tolkien se serait inspiré d'Andvaranaut pour écrire Le Seigneur des anneaux, bien que l'auteur ait par la suite démenti.